# Dave deBronkart
Richard Davies deBronkart Jr (né le 18 février 1950) est plus connu comme "e-Patient Dave". Diagnostiqué d'un cancer en 2007, il tient un blog qui raconte son expérience de e-patient. Depuis 2009, il est devenu un militant reconnu pour l’amélioration des soins par la médecine participative et les droits des patients sur leurs données personnelles.

## Parcours de soins
En janvier 2007, une radio de routine révèle une ombre dans ses poumons. Il s’agit de métastases d’un cancer du rein (stade IV, grade 4 carcinome rénal ), son pronostic de survie est de 24 semaines. Depuis 1989, Dave deBronkart était membre d’une communauté en ligne sur CompuServe. Donc, naturellement, pendant son traitement au Beth Israel Deaconess Medical Center, il cherche sur internet des informations sur son cancer.

### Utilisation de la technologie
De nombreux articles analysent comment Dave deBronkart utilise internet de différentes façons pour s’impliquer dans son traitement,,:
- Il rejoint la communauté en ligne de l’Association of Cancer Online Resources (ACOR).
- Il demande des informations au sujet de son cancer sur de nombreux sites web.
- Il partage son dossier médical informatisé et il demande l'avis de sa famille et certains amis bien informés dans le domaine médical.
- Il commence un journal en ligne et crée une communauté de soutien sur le site CaringBridge[6].

### Traitement
Dans un premier temps, il subit une intervention chirurgicale, son rein est enlevé par laparoscopie. Ensuite, il est traité dans un essai clinique à haute dose d'interleukine-2 (HDIL-2) qui se termine le 23 juillet 2007. Ce traitement se révèle efficace contre son cancer. Les lésions encore visibles sur le suivi par tomodensitométrie continuent à diminuer pendant deux ans, puis ne sont plus visibles.]

## La découvert du mouvement «e-patient»
Avant son cancer, Dave deBronkart avait déjà eu l’habitude de raconter ces expériences dans des articles de blog. Pendant son traitement, sur le blog de l'hôpital, il signait "Patient Dave". Lors de sa convalescence il commence un nouveau blog "La nouvelle vie du patient Dave". En janvier 2008, il découvre l’article du Dr Tom Ferguson sur les e-patient, qui décrit la façon dont les patients utilisent internet pour participer activement à leurs soins. À travers ce texte, il reconnait son propre parcours, ces propres actions durant son traitement. Il se rebaptise "e-patient Dave", et son blog « La nouvelle vie du e-patient Dave ».
Il devient le blogueur le plus actif sur e-patients.net, un blog fondée par le Dr Tom Ferguson. En février 2009, il est élu co-président (avec son médecin, le Dr Danny Sands) de la Société pour la médecine participative par le groupe de travail e-patients spécialiste du Dr Ferguson. Depuis, il intervient régulièrement comme conférencier sur le "e-patient" mouvement, appelé aussi "Patient Engagement" (participation du patient) et «médecine participative».

## Plaidoirie pour les dossiers de santé personnels

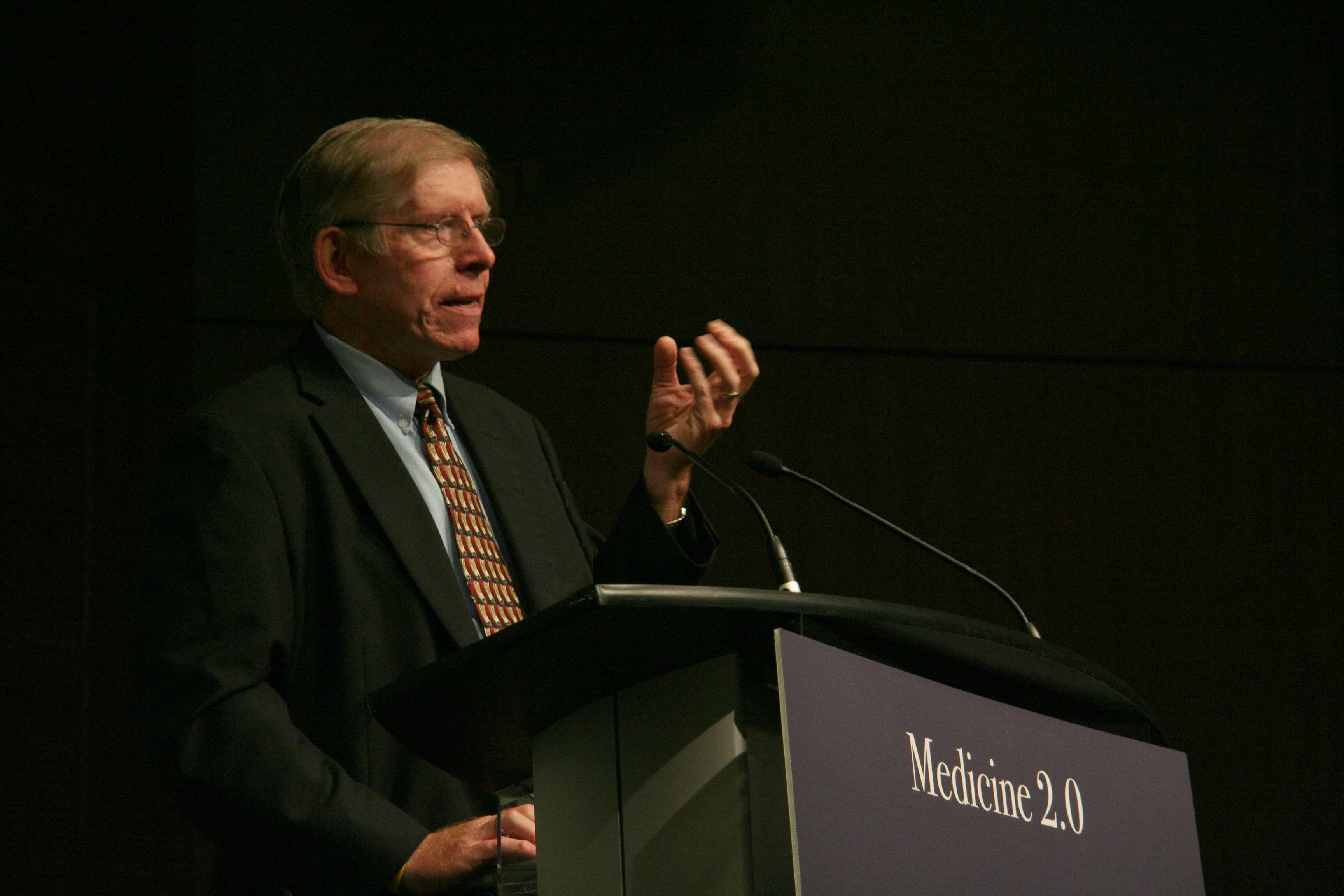
deBronkart à la conférence Medicine 2.0 en 2009

Début 2009, e-patient Dave demande à son hôpital de transférer ses données médicales vers son dossier médical personnel dans Google Health. Il se rend compte alors que les données transférées contiennent beaucoup d'informations erronées: faux médicaments ou erreurs de diagnostics. En outre, l'hôpital n'a pas réussi à transférer certaines informations existantes, comme les résultats de laboratoire, les rapports de radiologie et les informations concernant les allergies. Cet article est repris sur de nombreux blogs, et le 13 avril 2009 le Boston Globe raconte l’histoire en première page.
Le principal problème du mauvais transfert des données de Dave deBronkart est lié au fait que l'hôpital utilisait des codes liés à la facturation aux assurances, et non des codes spécifiques pour les données cliniques. Selon le Boston Globe, lesdits codes de facturation "reflétaient parfois des informations imprécises ... certains médecins craignent que ces informations inexactes pourraient conduire à un traitement inadéquat »  Dans les jours suivant, l'hôpital a annoncé qu'il n’utiliserait plus ces données de facturation comme des informations cliniquement valide.
Peu après Dave deBronkart, Google, et l'hôpital ont été invités à une importante conférence "Health 2.0 Meet Ix", le dossier médical personnel est devenu l'un des principaux sujets de cette conférence. En quelques mois, plus de 11 000 articles et billets de blogue sur le sujet ont été publiés. Au même moment, des négociations politiques étaient en cours aux États-Unis pour promouvoir l'utilisation de dossiers médicaux informatisés.

## Critique de Facebook
Le 7 janvier 2019, e-Patient Dave quitte le réseau Facebook en dénonçant l'irresponsabilité de l'entreprise envers la sécurité des données de ces utilisateurs. Il critique le fait que Facebook a autorisé des publicitaires à télécharger des noms de personnes appartenant à des groupes privés «fermés» parlant de cancer. Il dénonce les négligences de Facebook pour lutter contre les fake news et les discours haineux.